# St. Nikolaus (Sustrum)

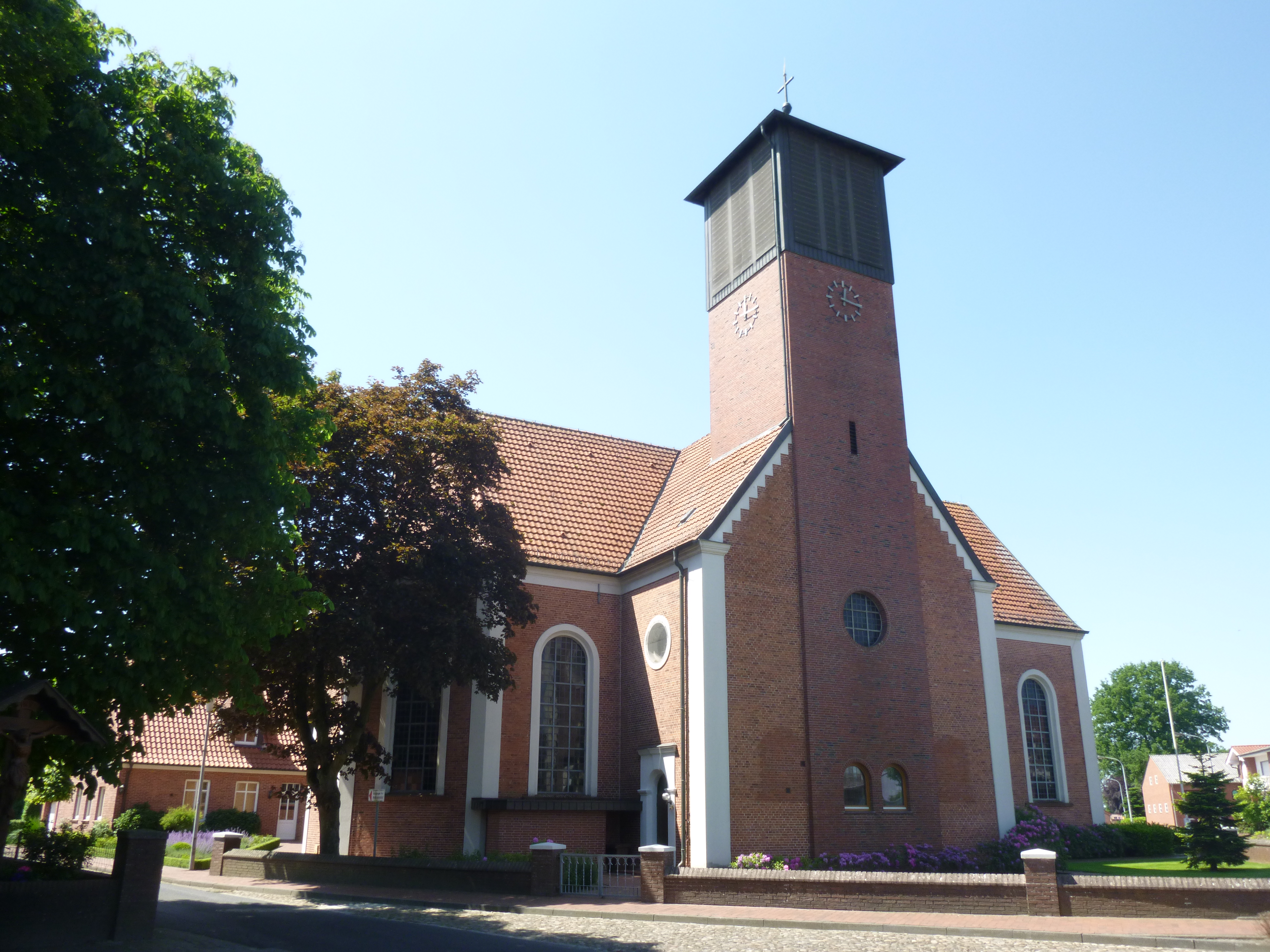
St. Nikolaus

Die römisch-katholische Kirche St. Nikolaus steht in Sustrum, einer Gemeinde im Landkreis Emsland von Niedersachsen. Die Kirchengemeinde gehört zur Pfarreiengemeinschaft BoJe-Verbund  im Dekanat Emsland-Nord des Bistums Osnabrück.

## Beschreibung
Die im Jahr 1924 erbaute Saalkirche hat einen T-förmigen Grundriss. Am Kirchenschiff befindet sich nach Norden ein Anbau mit einem quadratischen Dachturm, der mit einem Pyramidendach bedeckt ist. Aus der profanierten alten Kirche in Rhede stammt ein zweistöckiger barocker Hochaltar vom Anfang des 18. Jahrhunderts von Thomas Simon Jöllemann in Form eines Portikus. Weitere Gegenstände der Kirchenausstattung stammen aus dem Vorläuferbau der Benediktkirche in Lengerich. Die Statuen von Johannes und Andreas sind um 1800 entstanden.